# 古德洛尔
古德洛尔（泰米尔语：Cuddalore கடலூர்）位于印度泰米尔纳德邦的东部，屬古德洛尔县，接壤本地治里，濒临印度洋。

## 人口
该地2001年总人口158569人，其中男性80113人，女性78456人；0－6岁人口16429人，其中男8452人，女7977人；识字率75.79%，其中男性为81.23%，女性为70.24%。
2011年人口173,676人。